# انسپیک
انسپیک (به هلندی: Enspijk) یک منطقهٔ مسکونی در هلند است که در خلدرمالسن واقع شده‌است. انسپیک ۶٫۹۴ کیلومتر مربع مساحت و ۵۶۵ نفر جمعیت دارد.